# Oberea postbrunnea
Oberea postbrunnea är en skalbaggsart som beskrevs av Stefan von Breuning 1977. Oberea postbrunnea ingår i släktet Oberea och familjen långhorningar. Inga underarter finns listade i Catalogue of Life.